# King Tuff
King Tuff  es una banda estadounidense de rock fichada actualmente con las discográficas Sub Pop y Burger Records. originalmente de Vermont y afincada en Los Ángeles desde hace años.
Su estilo musical es más bien ecléctico, variado dentro de los géneros Power Pop, Garage Rock, Glam Rock, Neo-Psychedelia e Indie Rock.

## Vida y carrera
King Tuff crecieron rodeados de un ambiente musical porque uno de los miembros del grupo Kyle Thomas, su padre fue un gran aficionado a la música. Éste consiguió una Fender Stratocaster cuando Kyle tenía 7 años y ya tocaba el teclado y la batería. La guitarra Stratocaster le sirvió al chaval como fuente de inspiración. Thomas no tenía pensado que hacer con su vida y que estudios realizar. Después de terminar la enseñanza secundaria, compondría canciones y tocaría con bandas pero tardó en  asumirlo como su trabajo habitual.
Sus primeras canciones fueron autoproducidas y compiladas en el CD-R, Mindblow (2006), que distribuyó Spirit of Orr records; La mayoría de esas primeras obras fueron reeditadas, más adelante, para Was Dead, el primer álbum oficial de King. Aunque inició su carrera como King Tuff, no se dio publicidad y se dedicó a otros proyectos como la banda Witch. Conforme "King Tuff" fue ganando popularudad, Kyle determinó que ese sería su nombre artístico definitivo.
King Tuff ha lanzado varios vídeos musicales y ha realizado giras por EE. UU., Australia y Europa desde 2012. También es miembro de la banda que acompaña al cantante Ty Segall, The Muggers.
El álbum debut de King fue Was Dead (2008), inicialmente lanzado por The Colonel Records. Hoy tiene la categoría de coleccionable por los pocos originales que hay. En 2013, Burger Records lanzó una reedición de lujo que llegó al puesto 8 de la Billboard lista Heatseeker el 6 de junio. 
Su segundo álbum, King Tuff fue producido por Bobby Harlow y lanzado por Sub Pop el 29 ded mayo de 2012, y llegó al puesto 21 de las lista Heatseeker Albums. EL álbum igualmente debutó en la lista CMJ en el puesto 14, saltando finalmente al puesto 2.
El 23 de septiembre de 2014, King Tuff lanzó su tercer álbum, Black Moon Spell, con Sub Pop Records, de nuevo producido por Bobby Harlow, y con Ty Segall como batería invitado en la canción titular. Tras su lanzamiento, el álbum se convirtió inmediatamente en el más solicitado en la radio de la universidad. Debutó como 1 en la lista Heatseeker, categoría "Hot Shot Debut", para la semana del 11 de octubre and immediately pushed to the #1 position on the CMJ College Radioplay chart for the week of October 14.
En 2018 salió el álbum The Other, de nuevo con el sel Sub Pop.

## Discografía

### Álbumes de estudio
- Mindblow (2006)
- Was Dead (2007)
- King Tuff (2012)
- Black Moon Spell (2014)
- The Other (2018)

### EP y sencillos
- Hex Dispensers, The / King Tuff - Agatha's Antlers / Hands (2011)
- Wild Desire (2012)
- Screaming Skull (2012)
- King Tuff / Lentils, The - Biggest Hearts / That Sweet Disease, Pitchfork Review 7” Single Series Vol. 3 (2014)
- Eyes of the Muse (2014)
- The Other (2018)
- Psycho Star (2018)
- Raindrop Blue (2018)
- Thru the Cracks (2018)

### Álbumes en vivo
- Live at Third Man Records (2013)
- Live At Pickathon: Ty Segall / King Tuff (with Ty Segall) (2015)